# Маяк Уэст-Кводди-Хед
Маяк Уэст-Кводди-Хед (англ. West Quoddy Head Light) — маяк, расположенный на мысе Уэст-Кводди-Хед, который находится устье реки Сент-Круа, округ Вашингтон, штат Мэн, США. Построен в 1808 году. Автоматизирован в 1988 году. Расположен на самой восточной точке материковой части США.

## История
Торговля и судоходство вдоль реки Сент-Круа, служащей границей между США и Канадой, были достаточно интенсивными, и местные жители в 1806 году написали петицию о строительстве маяка на мысе Уэст-Кводди-Хед. В 1807 году Конгресс США выделил на строительство 5 000$, и в 1808 году строительство было завершено. Маяк представлял собой восьмиугольную деревянную башню. Дом смотрителя был также деревянным. В 1820 году дополнительно была построена противотуманная колокольня. Деревянная башня была оборудована масляными лампами и не подходила для размещения линзы Френеля, и в 1856 году Конгресс выделил 15 000$ на строительство нового маяка и замену осветительного аппарата. В 1857 году строительство было завершено. Новая башня высотой 15 метров была построена из кирпичей, она соединялась с домом смотрителя, построенным из дерева, крытым переходом. В качестве осветительного прибора на маяке была установлена линза Френеля. Маяк был автоматизирован Береговой охраной США в 1988 году.
В 1980 году он был включен в Национальный реестр исторических мест.

## В произведениях культуры и искусства
В 1990 году Почтовая служба США выпустила марку с изображением маяка.